# Wäschenbeuren

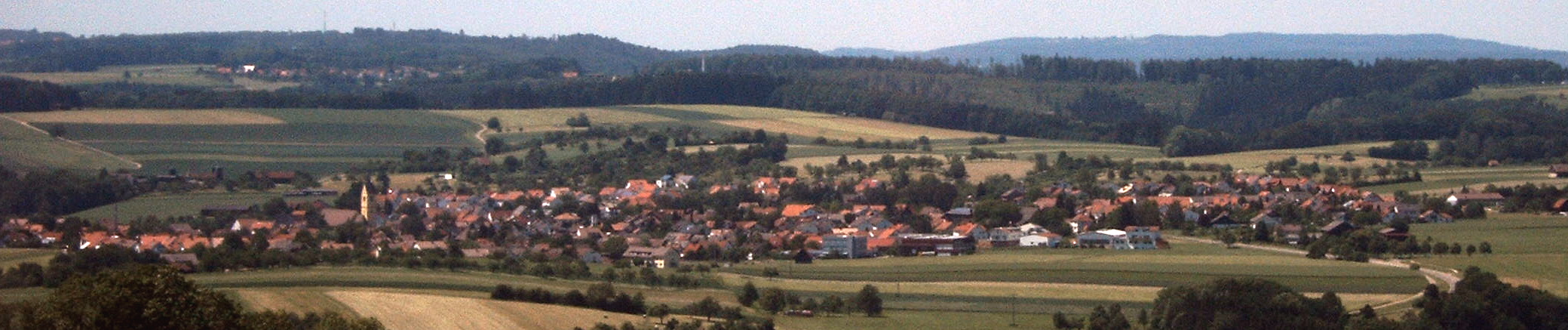
Panorama Wäschenbeuren

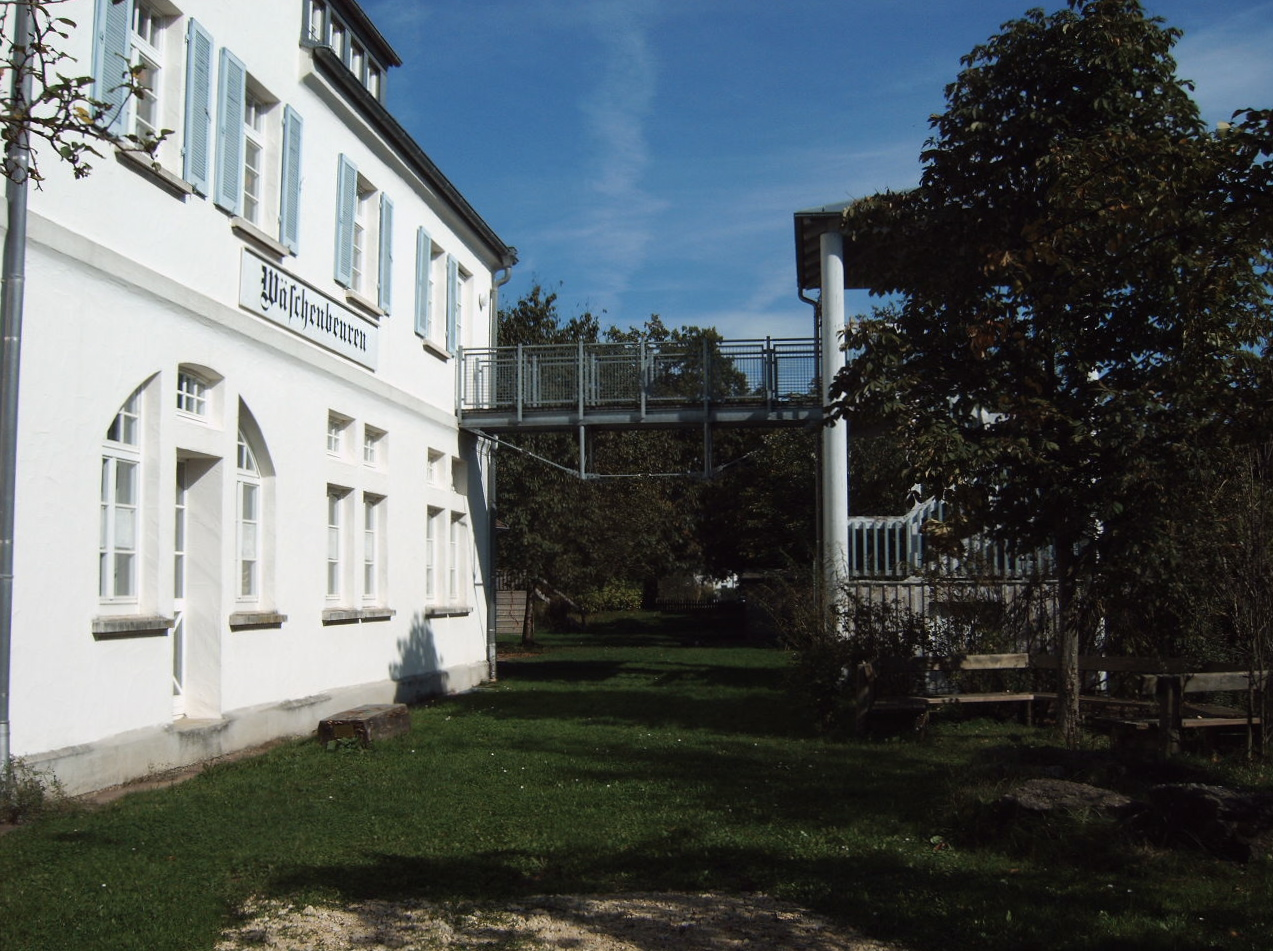
Dworzec kolejowy

Wäschenbeuren – miejscowość i gmina w Niemczech, w kraju związkowym Badenia-Wirtembergia, w rejencji Stuttgart, w regionie Stuttgart, w powiecie Göppingen, wchodzi w skład wspólnoty administracyjnej Göppingen. Leży na obrzeżach Jury Szwabskiej, ok. 5 km na północ od Göppingen, przy drodze krajowej B297.